# Ponca City
Ponca City est une ville américaine située dans les comtés de Kay et d’Osage, dans le nord de l'Oklahoma. La population de la ville était en 2010 de 25 389 habitants. Elle doit son nom à la tribu des Indiens Ponca.

## Histoire
La ville a été fondée en 1893 lors de la ruée vers la terre des Cherokees (Cherokee Outlet). Le site a été sélectionné pour sa proximité avec la rivière Arkansas et parce qu'il possédait une source d'eau potable. Son fondateur et premier maire, Burton Barnes, avait obtenu la terre qu'il a ensuite vendu sous la forme de tickets de loterie à ses futurs habitants. Une grande animosité existait entre Ponca City et sa voisine Croos qui culmina lors d'une lutte pour l'établissement d'une gare ferroviaire. Cette gare fut d'abord construite à Cross puis déménagée à Ponca City en une nuit par ses habitants. Finalement Cross fut incorporée dans la ville de Ponca City.
L'histoire de Ponca City a été marquée par l'activité pétrolière. La Marland Oil Company a été fondée à Ponca City par E. W. Marland en 1917 puis fusionnée avec Conoco Inc. en 1929. Le siège de cette grande compagnie pétrolière se trouvait à Ponca City. La richesse engendrée par cette industrie est responsable du paysage urbain de la ville, marqué par d'opulentes demeures de style Art déco. On y trouve aussi la Clem and Cliff Filling Station, une ancienne station-service inscrite au Registre national des lieux historiques.
Aujourd'hui (2008), la ville cherche à attirer des investisseurs et la mairie annonce sur son site: « Nous sommes à 90 minutes de trois agglomérations importantes et notre ville est un des endroits les mieux sécurisés de la région ».

## Géographie
Ponca City se trouve au nord de l'Oklahoma à 30 km de la frontière avec le Kansas et à 25 km à l'est de l'Interstate 35.